# Korsele (helling)
Korsele is een helling in de Belgische provincie Oost-Vlaanderen, in Sint-Maria-Horebeke. De top ligt op 100 meter hoogte.
De helling draagt de naam van het gehucht Korsele, omdat het grootste gedeelte van de helling zich in dit gehucht bevindt. De voet van de helling ligt op een honderdtal meter van de voet van de Molenberg. De helling heeft een lengte van 3.300 meter, een gemiddeld stijgingspercentage van 2,2% en een maximaal stijgingspercentage van 5%.